# Jordan Pickford
Jordan Pickford (Washington, Tyne and Wear, 7 de març de 1994) és un futbolista britànic que juga com a porter amb l'Everton FC de la Premier League anglesa. És internacional amb la selecció anglesa.

## Internacional
Després de jugar sis partits amb la selecció d'Anglaterra sub-16, la sub-17, la sub-18, sub-19, sub-20 i la sub-21, finalment el 10 de novembre de 2017 debutà amb la selecció absoluta en un partit amistós contra la selecció alemanya que va acabar amb un resultat d'empat a zero.

## Clubs
| Club              | País       | Any                    | Partits | Gols |
| ----------------- | ---------- | ---------------------- | ------- | ---- |
| Sunderland        | Anglaterra | 2011-2017              | 0       | 0    |
| Darlington        | Anglaterra | 2012                   | 17      | 0    |
| Alfreton Town     | Anglaterra | 2013                   | 12      | 0    |
| Burton Albion     | Anglaterra | 2013                   | 13      | 0    |
| Carlisle United   | Anglaterra | 2014                   | 18      | 0    |
| Bradford City     | Anglaterra | 2014 - 2015            | 34      | 0    |
| Preston North End | Anglaterra | 2015 - 2016            | 27      | 0    |
| Everton FC        | Anglaterra | Des del 2017 - present | 46      | 0    |